# オフェリヤ殺し
『オフェリヤ殺し』（オフェリヤころし）は、小栗虫太郎の短編探偵小説。改造社の雑誌『改造』1935年2月号に掲載された。
名探偵・法水麟太郎シリーズのひとつで、時系列的に『黒死館殺人事件』の解決後のものとなっている。前作同様、衒学趣味的な文体が特徴で、その多岐にわたる膨大な知識量が述べられている。
「オフェリヤ」とは、シェークスピアの『ハムレット』を元にした劇中劇『ハムレットの寵妃（クルチザン）』の登場人物の役名である。

## あらすじ
法水麟太郎は、『ハムレット』のホレイショが、実は女性で破滅的な人物だったという設定で自作した劇『ハムレットの寵妃（クルチザン）』の舞台で主演を務める。元々ハムレット役は大御所、風間九十郎が演じる予定だったが、2か月程前に突然失踪したため法水が引き受けたものであった。そして九十郎の腹違いの娘である、久米幡江と陶孔雀がそれぞれ、オフェリア（ハムレットの婚約者）とホレイショ（破滅的な女性）を演じる。しかし、幡江は幕間に父・九十郎の亡霊を見たと言う。彼を裏切り、新劇団に移籍していた一座の面々は不安を覚える。ほどなくして、上演中に事件は起きる。オフェリヤ入水のシーンにて、劇場全体が地震のように振動した後、舞台に頚動脈を切られ血まみれで息絶えた幡江が現れたのである。
一同が恐怖し混乱するも、翌日には代役を立て上演が再開される。しかしその最中、舞台の下からは行方不明だった九十郎の腐乱死体が発見されるのだった。果たして、本当に九十郎の亡霊が現れ、幡江を殺したのだろうか……？

## 登場人物
※括弧内は劇中劇『ハムレットの寵妃（クルチザン）』内での配役
法水麟太郎（ハムレット）
刑事弁護士、探偵。本作では『黒死館殺人事件』の後に、有名な舞台俳優に師事し、劇中劇を綴り、自ら主演を務める。
支倉
検事。
熊城卓吉
捜査局長。
久米幡江（オフェリヤ）
風間九十郎の娘。陶孔雀の腹違いの姉。母や孔雀、劇団員らともに父のもとから新劇場に移籍した。幕間に2か月前に失踪したはずの父・九十郎の亡霊を見たという。オフェリヤ入水の場面にて、何者かに頸動脈を切られ死亡する。
陶孔雀（ホレイショ）
17歳。風間九十郎の娘。久米幡江の腹違いの妹。九十郎が異国の地を放浪中に生まれたため、ハーフである。幡江と同じく、幕間に九十郎の姿を見たという。
衣川暁子（王妃ガートルート）
幡江の母。九十郎の先妻。
ルツドヰツヒ・ロンネ（クローディアス王）
ドイツ人の劇員。
淡路研二（ポローニアス、先王の亡霊）
劇員。四十男。よそものである法水にはあまりいい感情はもっていなかったようである。
小保内精一（レイアテイズ）
劇員。淡路と同様、よそものである法水にはあまりいい感情はもっていなかったようである。
風間九十郎
往古のエリザベス朝舞台に強い憧れを抱いていた、シェークスピア劇俳優。初期のシェークスピア舞台様式を復興しようとして、20年前の大正初年に日本を出発した。それから地球を経めぐり、あらゆる劇団を行脚した。しかし、その持論である演出の形式には、誰も取り合わず、異国の地で生まれた娘・陶孔雀を伴って帰国。先妻・暁子らの劇団に迎え入れられる。その後、後援者の企画によりシェークスピア記念劇場の話が持ち上がり、一生の念願であった舞台が実現されることとなった。ところが、いつしか九十郎の主張は顧みられなくなり、彼の望む劇場とはほど遠いものとなってしまった。さらに、暁子や幡江、さらには孔雀ら一座が九十郎を捨てて、一人残らず劇場側に走ってしまった。本事件の2か月前に憤怒と失意のうちに、彼はかつての仲間たちに別れを告げ、以後消息不明となっている。